# 恩祥
恩祥（1858年—？年），正黃旗滿洲瑞淩佐領下人， 繙譯鄉試中式舉人，光緒十五年己丑科繙譯會試中式進士。

## 生平[1]
- 同治八年，考取繕本筆帖式[2]
- 同治八年，刑部學習筆帖式[2]
- 同治十二年，考中繙譯生員
- 光緒五年，補授刑部筆帖式[2]
- 光緒十四年，京察一等[2]
- 光緒十四年，光緒十四年戊子科繙譯舉人
- 光緒十五年，繙譯進士，以庶吉士用[3]
- 光緒十六年，翰林院編修[2]
- 光緒十九年，翰林院協辦院事[2]
- 光緒十九年，功臣館纂修官[2]
- 光緒二十年，京察一等[2]
- 光緒二十年，考試翰詹欽定二等第四名(引見奉旨照舊供職)[2]
- 光緒二十一年，丁父憂[4]
- 光緒二十三年，交軍機處記名以道府用[5]
- 光緒二十三年，服滿起復[4]